# 천창수
천창수(千昌秀, 1958년 11월 20일~)는 대한민국의 교육자 겸 사회운동가로 민선 8기 울산광역시 교육감이다. 울산광역시 최초의 여성 교육감인 노옥희의 배우자이다.
1958년 경상남도 김해에서 6남매 중 다섯째로 태어났다. 1973년 부산고등학교에 입학, 3학년 때 동아일보 백지 광고 사태 때 반 친구들과 함께 광고비 모금활동을 통해 사회 운동을 시작했다. 1976년 서울대학교 사범대학 사회교육학과에 입학하였고, 당시 겨레터라는 곳에서 야학 교사로 활동했다. 대학 생활 도중 박정희 대통령의 유신독재를 반대하는 유인물을 배포한 혐의로 긴급조치 9호로 인해 구속되었다.
1980년 학교에 복학한 이후 1982년 졸업했다. 교직을 이수하였으나 구속 전과로 인해 교사 발령을 받지 못해, 현대엔진에 입사했으나 1987년 민주화운동이자 노동운동이었던 1987년 노동자 대투쟁에 참가한 이후 서울대학교를 졸업했던 신분이 드러나 서울대학교 학생이었다는 이유로 해고 당했다. 이후 영남노동운동연구소를 만들어 민주노총에서 활동하다 민주화 이후 2002년이 되어서야 교사로 돌아올 수 있게 되었다. 신림고등학교를 시작으로 이후부터 교사 생활을 계속 이어갔다.
당시 울산지역에서 울산사회교사모임을 만들었고, 작은도서관의 설립 및 운영위원을 맡았었으며 청소년 인문 아카데미 '날개'를 운영하기도 했다. 이런 경력과 함께 전국사회교사모임의 회장도 지내기도 했다. 2022년에 교사에서 퇴임하여 사단법인 울산교육연구소의 정책분과에서 활동하고 있다. 울산광역시교육감으로 활동하던 아내 노옥희가 사망하자 울산지역 노옥희 교육감 지지자들과 교사들이 만든 노옥희재단 추진위원회 공동대표로 추대 되었고, 울산광역시교육감 보궐선거에 출마하였다. 본 선거에서 61.94%의 득표율을 기록하면서 제10대 울산광역시교육감으로 당선되었다.

## 역대 선거 결과
| 실시년도 | 선거       | 대수 | 직책   | 선거구     | 정당   | 득표수    | 득표율          | 순위 | 당락 | 비고           |
| -------- | ---------- | ---- | ------ | ---------- | ------ | --------- | --------------- | ---- | ---- | -------------- |
| 2023년   | 4·5 재보선 | 10대 | 교육감 | 울산광역시 | 무소속 | 153,140표 | \| \| 61.94% \| | 1위  |      | 초선, 민선 8기 |
|          | 61.94%     |      |        |            |        |           |                 |      |      |                |